# Croix du Mérite civil (Autriche-Hongrie)
La Croix du Mérite (en allemand : Zivil-Verdienstkreuz ; en hongrois : Vasérdemkereszt) est un ordre honorifique de l'empire d'Autriche puis de la double monarchie austro-hongroise.

## Histoire
Cette décoration est créée le 16 février 1850 par François-Joseph Ier d'Autriche pour récompenser ceux qui se sont distingués au service du pays. On lit sur la médaille les initiales "FJ" (Franz-Joseph), entouré de l'inscription "VIRIBUS UNITIS". Au revers de la médaille, on y lit "1849", année de fondation de cette décoration. Elle est portée à la gauche, suspendue par un ruban rouge. Les récipiendaires qui avaient gagné cet honneur en temps de guerre pouvaient porter la médaille avec le ruban de la médaille du courage (décret impérial du 20 septembre 1914). À partir du 13 décembre 1916, elle est décernée pour bravoure au combat avec deux épées croisées placées sur la bande.

## Grades
- Croix d'Or avec couronne (en allemand : "Goldenes Verdienstkreuz mit der Krone" ; en hongrois : "Koronás Arany Érdemkeresz")
- Croix d'Or (en allemand : "Goldenes Verdienstkreuz" ; en hongrois : "Arany Érdemkereszt")
- Croix d'Argent avec couronne (en allemand : "Silbernes Verdienstkreuz mit der Krone" ; en hongrois : "Silbernes Verdienstkreuz mit der Krone")
- Croix d'Argent ("Silbernes Verdienstkreuz" ; "Ezüst Érdemkereszt")
- Croix de Fer avec couronne ("Eisernes Verdienstkreuz mit der Krone" ; "Koronás Vas Érdemkereszt"), crée le 1er avril 1916.
- Croix de fer ( "Eisernes Verdienstkreuz" ; "Vas Érdemkereszt"), Idem.

## Quelques récipiendaires
- Vinzenz Maria Gredler, frère dominicain et naturaliste
- Gustav L. Mayr, entomologiste
- Johann Zelebor, naturaliste et illustrateur
- Konrád Burchard Bélaváry, industriel
- Milutin Tesla, père de Nikola Tesla
- Johann Michael Ackner (1782-1862), archéologue et naturaliste de Transylvanie